# Niphona andamana
Niphona andamana es una especie de escarabajo longicornio del género Niphona, tribu Pteropliini, subfamilia Lamiinae. Fue descrita científicamente por Breuning en 1974.

## Descripción
Mide 19-22 milímetros de longitud.

## Distribución
Se distribuye por India.